# Carlo von Erlanger
Pour les articles homonymes, voir Erlanger.
Le baron Carlo von Erlanger est un explorateur et un ornithologue allemand, né le 5 septembre 1872 à Ingelheim am Rhein et mort le 4 septembre 1904 à Salzbourg.

## Biographie
Il était le plus jeune des deux fils du baron Wilhelm Hermann Carl von Erlanger (de) (1834-1909) et de Caroline, née Bernus (1843-1918), ainsi que le cousin du peintre et musicologue français Rodolphe d'Erlanger (puisque leurs pères étaient frères).
À partir de 1891, Erlanger étudie l’ornithologie à l’université de Lausanne. Il fait sa première expédition en Afrique du Nord dans le désert tunisien. À son retour, il complète ses études à Cambridge et à Berlin.
Durant l’hiver 1896 et le printemps 1897, il organise une nouvelle expédition en Afrique du Nord. Peu après, il part en Somaliland, territoire sous domination britannique. Il parcourt l’Afrique orientale durant deux ans avec Oskar Neumann (1867-1946). Il s’arrête à Zeilah, Harar et Addis-Abeba, ainsi que dans le pays des Ennia et d’Arussi Galla. Erlanger rassemble durant ce voyage une immense collection de 20 000 insectes et plus de 10 000 oiseaux et autres animaux.
Il meurt à 32 ans dans un accident de voiture. Sa mère répartit la collection de son fils entre le Muséum Senckenberg et la ville de Ingelheim am Rhein afin qu’un muséum puisse être inauguré.
Deux espèces lui ont été dédiées : l’Alouette d'Erlanger Calandrella erlangeri (Neumann, 1906) par O. Neumann et l’anoure Ptychadena erlangeri (Ahl, 1924) par Ernst Ahl (1898-1945).